# Raivis Zīmelis
Raivis Zīmelis (ur. 18 sierpnia 1976 w Madona) – łotewski biathlonista, uczestnik Zimowych Igrzysk Olimpijskich w Turynie. Razem ze sztafetą zajął odległą 16 pozycję. W zawodach Pucharu Świata zadebiutował w 1996 roku w norweskim Lillehammer.

## Igrzyska Olimpijskie
| Miejsce | Dzień     | Rok  | Miejscowość        | Konkurencja              | Strzelanie | Czas biegu    | Strata      | Zwycięzca        |
| ------- | --------- | ---- | ------------------ | ------------------------ | ---------- | ------------- | ----------- | ---------------- |
| 49.     | 14 lutego | 2006 | Cesana San Sicario | 10 km – sprint           | 1+1        | 29:11,4 min   | +2:59,8 min | Sven Fischer     |
| 46.     | 18 lutego | 2006 | Cesana San Sicario | 12,5 km – bieg pościgowy | 1+1+1+2    | 40:58,0 min   | +5:37,8 min | Vincent Defrasne |
| 16.     | 21 lutego | 2006 | Cesana San Sicario | 4 × 7,5 km – sztafeta    | 1+3 3+3    | 1:28:10,6 min | +6:19,1 min | Niemcy           |

## Mistrzostwa Świata
| Miejsce | Dzień     | Rok  | Miejscowość     | Konkurencja         | Strzelanie | Czas biegu    | Strata       | Zwycięzca            |
| ------- | --------- | ---- | --------------- | ------------------- | ---------- | ------------- | ------------ | -------------------- |
| 79.     | 7 lutego  | 1997 | Brezno/Osrblie  | bieg indywidualny   | 4          | 1:00:40,5 min | +8:35,9 min  | Ricco Gross          |
| 37.     | 19 lutego | 2000 | Oslo            | sprint              | 1          | 25:27,5 min   | +1:36,3 min  | Frode Andresen       |
| 56.     | 20 lutego | 2000 | Oslo            | bieg pościgowy      | 8          | 38:27,7 min   | +5:05,8 min  | Frank Luck           |
| 62.     | 3 lutego  | 2001 | Pokljuka        | sprint              | 4          | 28:22,5 min   | +3:42,2 min  | Pawieł Rostowcew     |
| 70.     | 7 lutego  | 2001 | Pokljuka        | bieg indywidualny   | 6          | 1:05:10,3 min | +10:04,7 min | Paavo Puurunen       |
| 50.     | 15 marca  | 2003 | Chanty-Mansyjsk | sprint              | 2          | 30:22,8 min   | +3:30,7 min  | Ole Einar Bjørndalen |
| 43.     | 16 marca  | 2003 | Chanty-Mansyjsk | bieg pościgowy      | 6          | 43:32,4 min   | +5:55,0 min  | Ricco Gross          |
| 49.     | 19 marca  | 2003 | Chanty-Mansyjsk | bieg indywidualny   | 4          | 59:43,0 min   | +6:03,6 min  | Halvard Hanevold     |
| 12.     | 25 marca  | 2003 | Chanty-Mansyjsk | sztafeta 4 × 7,5 km | 2+13       | 1:20:48,3 min | +2:10,3 min  | Niemcy               |
| 46.     | 7 lutego  | 2004 | Oberhof         | sprint              | 4          | 34:08,2 min   | +3:56,3 min  | Raphaël Poirée       |
| 47.     | 8 lutego  | 2004 | Oberhof         | bieg pościgowy      | 10         | 46:47,2 min   | +8:18,4 min  | Ricco Groß           |
| 13.     | 13 lutego | 2004 | Oberhof         | sztafeta 4 × 7,5 km | 1+12       | 1:22:34,7 min | +4:44,4 min  | Niemcy               |
| 48.     | 5 marca   | 2005 | Hochfilzen      | sprint              | 3          | 26:48,9 min   | +2:11,4 s    | Ole Einar Bjørndalen |
| 39.     | 6 marca   | 2005 | Hochfilzen      | bieg pościgowy      | 5          | 41:40,2 min   | +4:58,8 min  | Ole Einar Bjørndalen |
| 53.     | 9 marca   | 2005 | Hochfilzen      | bieg indywidualny   | 3          | 1:08:32,4 min | +8:07,9 min  | Roman Dostál         |
| 19.     | 12 marca  | 2005 | Hochfilzen      | sztafeta 4 × 7,5 km | 5+17       | 1:30:39,0 min | +8:39.8 min  | Norwegia             |
| 21.     | 20 marca  | 2005 | Chanty-Mansyjsk | sztafeta mieszana   | 5+15       | 1:21:10,7 min | +7:46,6 min  | Rosja I              |